# Kim Sung-hyun
Đây là một tên người Triều Tiên, họ là Kim.
Kim Sung-hyun (tiếng Hàn: 김성현; sinh ngày 25 tháng 6 năm 1993) là một cầu thủ bóng đá Hàn Quốc thi đấu ở vị trí hậu vệ

## Sự nghiệp
Anh được lựa chọn bởi Gyeongnam FC ở đợt tuyển quân K League 2012. Anh ra mắt tại K League trong trận đấu trước Jeju ngày 3 tháng 11 năm 2012.